# Ardisia tomentosa
Ardisia tomentosa är en viveväxtart som beskrevs av Presl. Ardisia tomentosa ingår i släktet Ardisia och familjen viveväxter. Inga underarter finns listade i Catalogue of Life.